# Pseudochiridium lawrencei
Espèce
Pseudochiridium lawrencei est une espèce de pseudoscorpions de la famille des Pseudochiridiidae.

## Distribution
Cette espèce est endémique d'Afrique du Sud. Elle se rencontre vers King William's Town, Port St. Johns et Kranskop.

## Description
La femelle holotype mesure 1,8 mm.

## Étymologie
Cette espèce est nommée en l'honneur de Reginald Frederick Lawrence.

## Publication originale
- Beier, 1964 : Weiteres zur Kenntnis der Pseudoscorpioniden-Fauna des südlichen Afrika. Annals of the Natal Museum, vol. 16, p. 30-90.